# Adriana Dadci
Adriana Dadci (Gdynia, 9 de abril de 1979) es una deportista polaca que compitió en judo. Ganó dos medallas en el Campeonato Europeo de Judo, oro en 2002 y bronce en 2001.

## Palmarés internacional
| Campeonato Europeo | Campeonato Europeo  | Campeonato Europeo | Campeonato Europeo |
| Año                | Lugar               | Medalla            | Categoría          |
| ------------------ | ------------------- | ------------------ | ------------------ |
| 2001               | París (Francia)     | Medalla de bronce  | –70 kg             |
| 2002               | Maribor (Eslovenia) | Medalla de oro     | –70 kg             |